# 斎藤瑠希
斎藤 瑠希（さいとう るき、2002年（平成14年）9月26日 - ）は、日本の女優。
埼玉県出身。身長164cm。ワタナベエンターテインメント所属。渡辺ミュージカル芸術学院1期卒業。

## 来歴
2014年、Little Glee Monsterを輩出したプロジェクト「最強歌少女オーディション2014」で育成クラスに選出され、ワタナベエンターテイメントスクール、日本芸術高等学園で歌やダンス、演技を学び、在学時に「HIGH SCHOOL MUSICAL」（演出：山田和也）でヒロイン・ガブリエラ・モンテス役を演じた。
2019年、渡辺ミュージカル芸術学院に1期生として入学し、試演会では「アンティゴネ」（演出：田中麻衣子）テイレシアス役、「コーラスライン〜未来への挑戦〜」（演出：豊田めぐみ）ディアナ役、「三文オペラ」（演出：田中麻衣子）ポリー役などを演じた。
卒業後、ワタナベエンターテインメントに所属し、TBS日曜劇場『ドラゴン桜』第2シリーズに石渡役で出演した。
2021年10月26日、ディズニー長編アニメーション映画『ミラベルと魔法だらけの家』のヒロインであるミラベルの日本版声優に、US本社のオーディションを経て抜擢されたことが発表された。「本当に信じられないくらいびっくりして、夢なんじゃないかっていうくらい驚きました。楽譜と台本を頂いて、やっと実感が湧き、幸せをかみ締めました」と喜びを語った。

## 出演

### テレビドラマ
- ドラゴン桜 第2シリーズ（2021年4月25日 - 6月27日、TBSテレビ） - 石渡 役[4]

### 吹き替え
- ミラベルと魔法だらけの家（2021年11月26日、ウォルト・ディズニー・ピクチャーズ） - ミラベル・マドリガル 役[5][6][7]
- ウィッシュ（2023年12月15日、ウォルト・ディズニー・ジャパン）[8]

### 舞台
- 日本芸術学園「HIGH SCHOOL MUSICAL」（2018年7月、山王ヒルズホール） - ガブリエラ・モンテス 役[1]
- ヴェラキッカ（2022年1月15日 - 1月23日: 東京建物 Brillia HALL、2月2日 - 2月6日: COOL JAPAN PARK OSAKA） - マギー・ヴェラキッカ 役[9][10]
- BE MORE CHILL（2022年7月25日 - 8月10日、新国立劇場 中劇場 / 8月20日 - 21日、キャナルシティ劇場 / 8月27日 - 29日、COOL JAPAN PARK OSAKA） -  ブルック・ロースト役[11]
- Ordinary Days（2023年2月8日 - 2月12日、俳優座）- デイブ役
- ミュージカル「LILIUM-リリウム 新約少女純潔歌劇-」（2023年4月15 - 4月23日、サンシャイン劇場 / 4月28日 - 5月3日、梅田芸術劇場 シアター・ドラマシティ）- マリーゴールド役
- After Life（2023年7月8日 - 18日、新国立劇場 中劇場 / 7月21日 - 27日、森ノ宮ピロティホール / 8月2日 - 4日、キャナルシティ劇場）- ジル・スマート役
- KAAT神奈川芸術劇場プロデュース『アメリカの時計』（2023年9月15日　- 10月1日、神奈川劇場劇場大スタジオ）
- リーディング『鳥ト踊る』（2023年11月27日 - 30日、I'M A SHOW）[12]
- ミュージカル『町田くんの世界』（2024年3月29日 - 4月14日、シアタークリエ / 4月19日 - 21日、梅田芸術劇場 シアター・ドラマシティ）[13]
- ミュージカル『DEATH TAKES A HOLIDAY』（2024年9月28日 - 10月20日、東急シアターオーブ / 11月5日 - 16日、梅田芸術劇場 メインホール） - デイジー 役[14]
- ミュージカル『SIX』日本キャスト版（2025年1月31日 - 2月21日、EX THEATER ROPPONGI / 2月28日 - 3月2日、御園座 / 3月7日 - 16日、梅田芸術劇場 シアター・ドラマシティ / 11月4日 - 9日〈予定〉、ヴォードヴィル劇場） - キャサリン・パー[注釈 1][15][16]
- 1995117546（2025年12月13日・14日〈予定〉、兵庫県立芸術文化センター 阪急中ホール / 12月17日 - 27日〈予定〉、東京芸術劇場 シアターウエスト）[17][18]